# Elisar

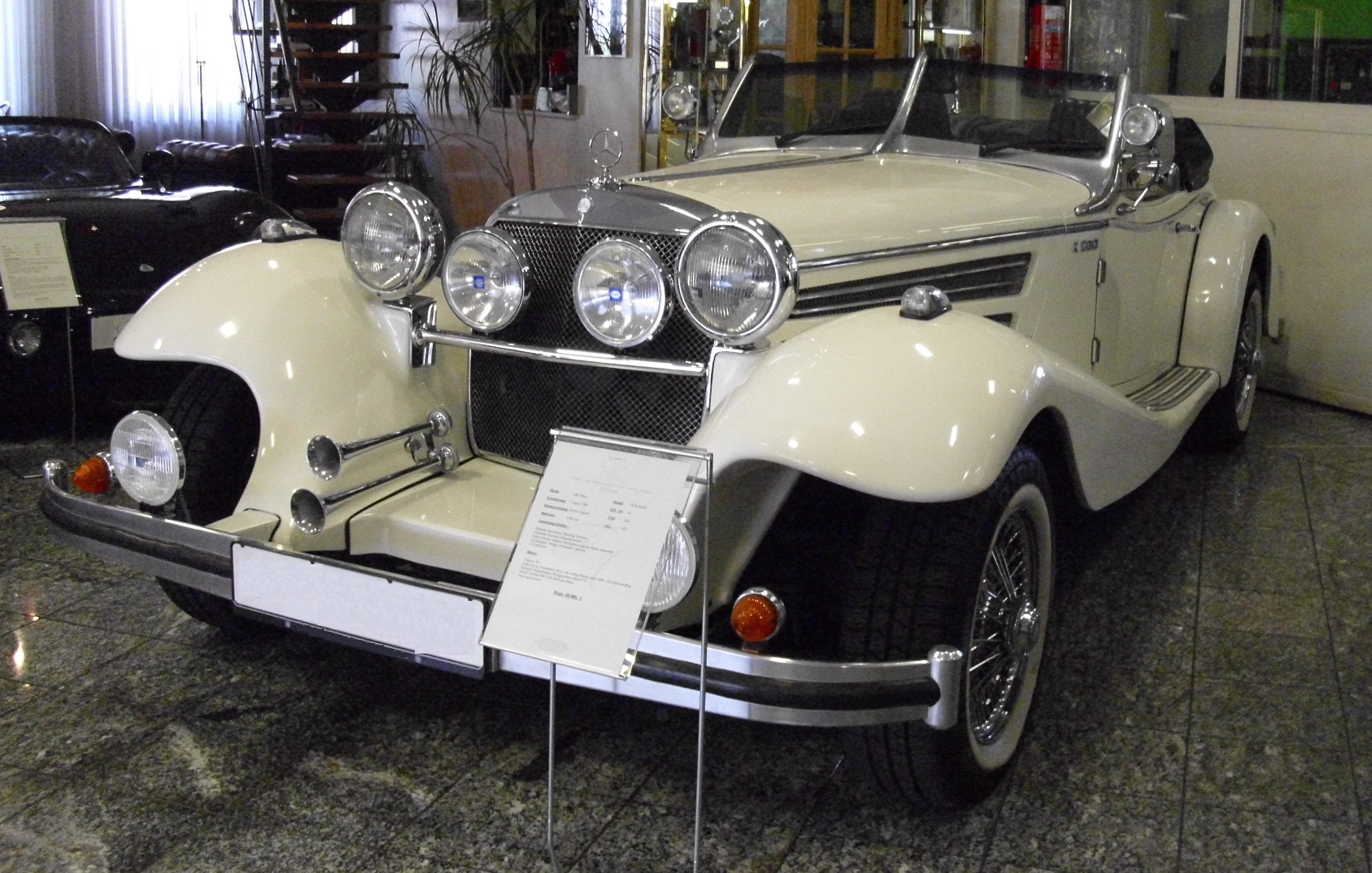
Elisar von 1988

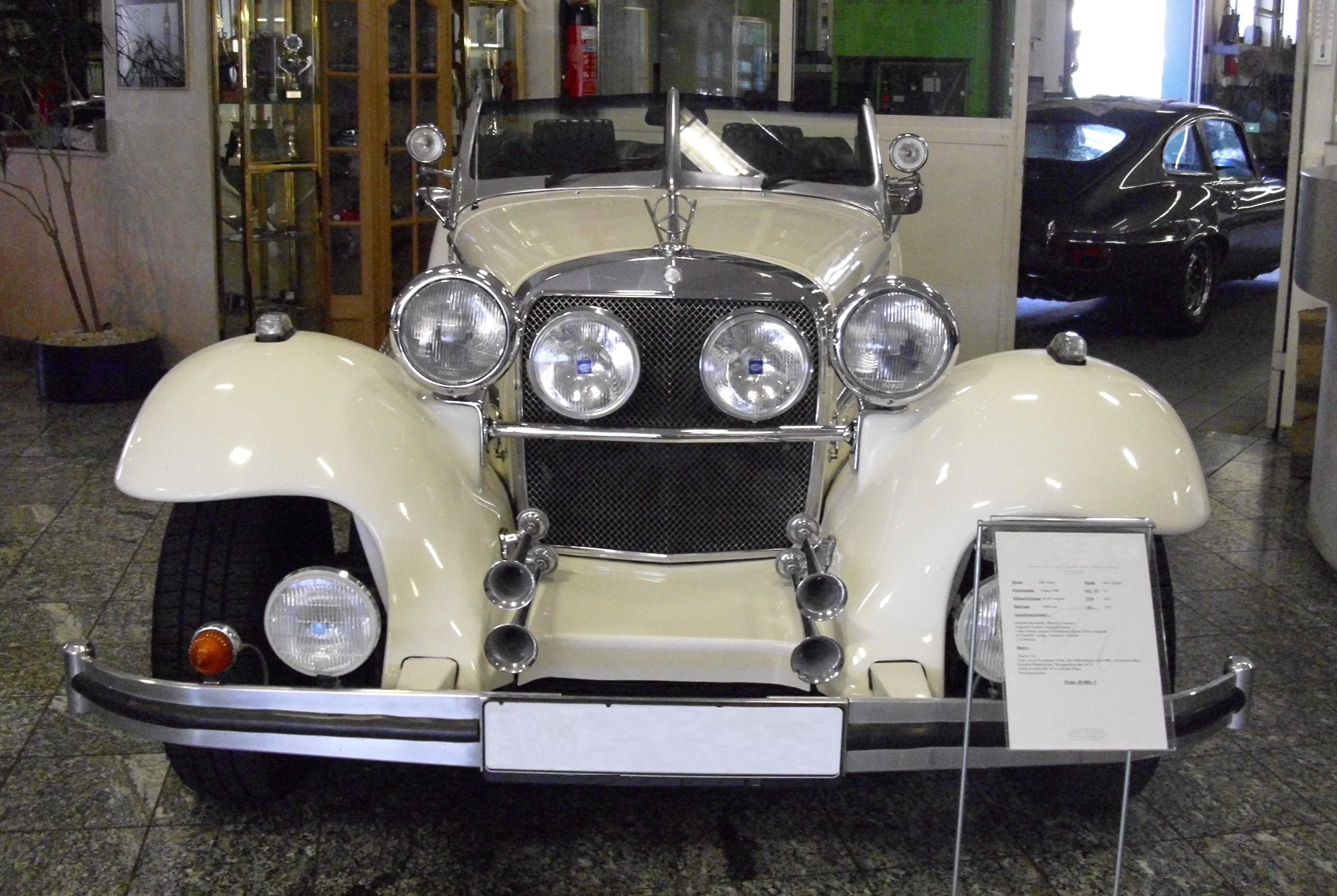
Elisar von 1988

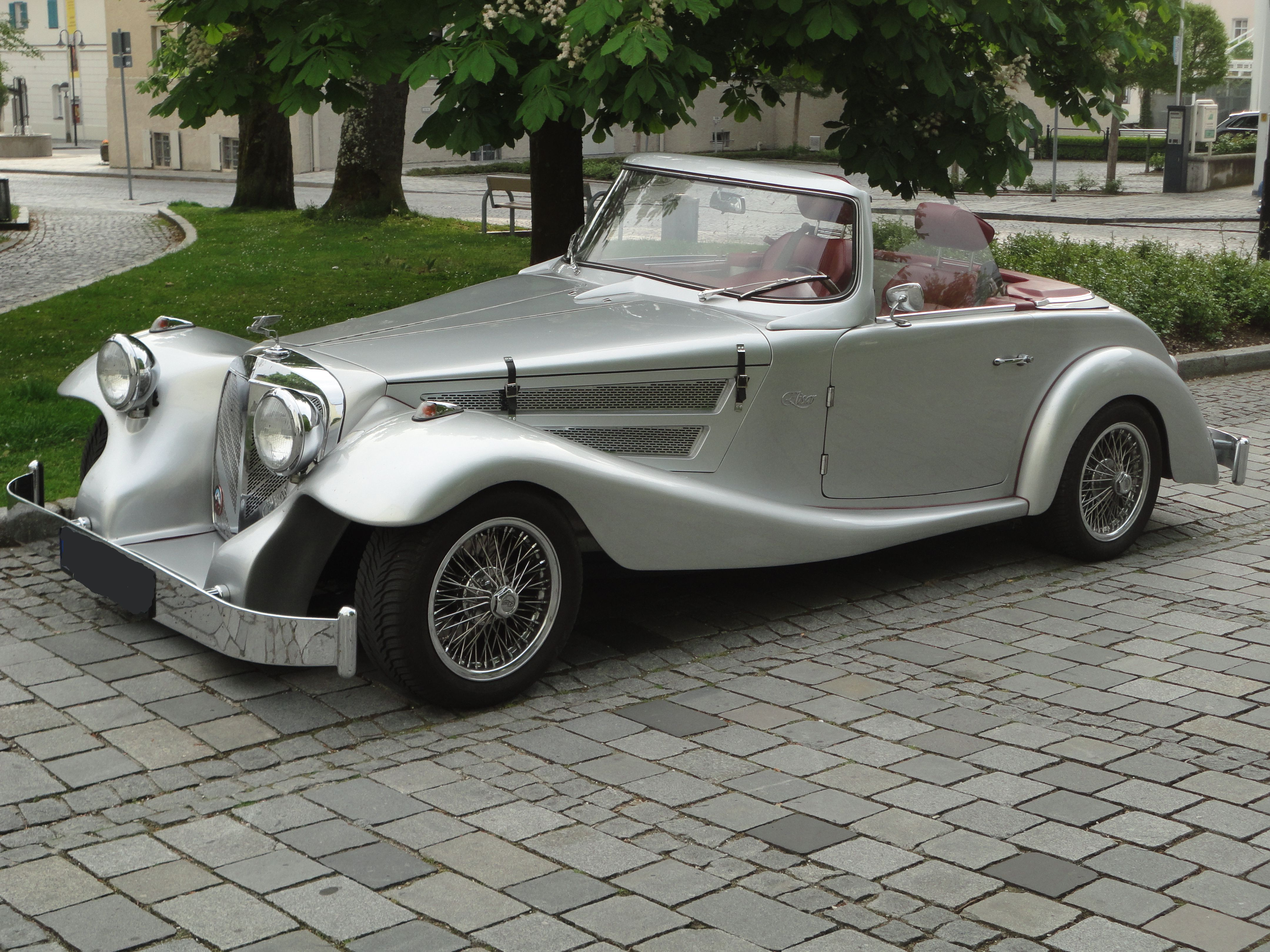
Elisar II von 2003; zugelassen 2012

Elisar war eine deutsche Automarke.

## Unternehmensgeschichte
Das Unternehmen Gerhard Feldevert & Co. in Gronau unter Leitung von Gerhard Feldevert stellte 1985 den Elisar auf der Internationalen Automobil-Ausstellung aus und begann 1986 mit der Produktion von Kundenfahrzeugen. Spätestens ab 1991 lautete die Firma GFG Exclusiv-Cars GmbH. 1992 oder 1996 übernahm die Collo GmbH aus Hersel die Produktion, oder zumindest die Markenrechte. Spätestens 2005 endete die Produktion. Collo entwarf von 1997 bis 2011 einen Prototyp, der als Collo Elisar vermarktet werden sollte.

## Fahrzeuge

### Elisar

#### Beschreibung
Das einzige Serienmodell war ein Fahrzeug im Stile der 1930er Jahre, das dem Mercedes-Benz 540 K ähnelt. Das Fahrgestell bestand aus Stahl, die Karosserie aus Kunststoff. Für den Antrieb sorgten Motoren von Daimler-Benz, darunter Sechszylinder-Reihenmotoren mit 2300 und 2800 cm³ Hubraum im Modelljahr 1988.

#### Neupreis
Die Angaben von 1986 stammen aus einer Preisliste des Herstellers, alle folgenden aus den Autokatalogen des entsprechenden Modelljahres.
| Modelljahr | Preis         | Hersteller |
| ---------- | ------------- | ---------- |
| 1986       | ab 153.615 DM | GFG        |
| 1987       | ?             | GFG        |
| 1988       | ab 128.250 DM | GFG        |
| 1989       | ?             | GFG        |
| 1991       | ?             | GFG        |
| 1992       | ?             | GFG        |
| 1993       | ?             | GFG        |
| 1994       | 187.000 DM    | GFG        |
| 1995       | 187.000 DM    | GFG        |
| 1996       | 187.000 DM    | GFG        |
| 1997       | 327.175 DM    | GFG        |
| 2001       | ?             | Collo      |
| 2002       | 300.000 DM    | Collo      |
| 2003       | 112.500 €     | Collo      |
| 2004       | 129.000 €     | Collo      |
| 2005       | 149.000 €     | Collo      |

### Elisar 001
Collo entwarf zwischen 1997 und 2011 einen Prototyp im Nostalgiestil, der optisch kein Vorbild hatte. Lediglich ein Fahrzeug entstand, das 2011 verkauft und 2012 erstmals zugelassen wurde.